# (35596) 1998 HZ117
1998 HZ117 (asteroide 35596) é um asteroide da cintura principal. Possui uma excentricidade de 0.17263730 e uma inclinação de 8.08418º.
Este asteroide foi descoberto no dia 23 de abril de 1998 por LINEAR em Socorro.